# 유엔 프로젝트 조달 기구

유엔 프로젝트 조달 기구 (UNOPS)

유엔 프로젝트 조달 기구(United Nations Office for Project Services , UNOPS)는 유엔, 국제 금융 기관, 정부 및 전세계의 다른 국가들과 파트너를 통한 대규모 프로젝트를 수행하기 위해 조직된 UN의 운영사무국 조직이다. 유엔 조직의 글로벌 본사는 덴마크 코펜하겐에 있는 유엔(UN) City 캠퍼스에 위치한다..
프로젝트 조달 기구보다는 UN 프로젝트 수행 기관 정도로 파악된다.

## 개요
유엔 프로젝트 조달 기구 (UNOPS)는 매년 80 개국 이상에서 매년 10 억 달러 상당의 자금을 지원 받는다.
현재 유엔 사무 총장 안토니오 구르테스 (António Guterres)는 유엔 프로젝트 서비스 사무국 (UNOPS) 이 향후 지속 가능한 개발 목표와 기후 변화에 관한 파리 협약 이행에 있어 의미있는 전문 지식을 제공하는 중요한 역할을 강조했다.

## 국제 프로젝트 활동의 사례
해당 되는 프로젝트 분야는 평화와 안보, 인도주의 및 개발 프로젝트를 수행하고 있다. 그 프로젝트 활동은 예를 들면, 아프가니스탄의 학교 건설 관리, 아이티의 피난처 건설, 라이베리아의 세계적 전염병 질환이었던, 에볼라 대응을 위한 구급차 및 응급 방역 시설 프로젝트등 국제적 프로젝트는 규모와 종류가 다양했다.

## 유엔 프로젝트 조달 기구와 다른 국제 기구와 관계
유엔 프로젝트 조달 기구(UNOPS)는 유엔 개발 그룹(United Nations Development Group)의 회원이며, 유엔 개발 계획 (UNDP), 평화 유지 활동 부서 (DPKO) 및 세계 은행과 자금 및 프로젝트 운영에 대해서 특히 긴밀하게 협력하여, 국제적인 프로젝트 활동을 총괄한다.

## 유엔 프로젝트 조달 기구의 기능
유엔 프로젝트 조달 기구(UNOPS)는 5 가지 핵심 전문 분야에서 구현, 자문 및 거래 서비스를 제공 한다.
- 기반 자료 서비스
- 필요한 프로젝트 물품 획득 및 구매
- 프로젝트 일반 관리
- 프로젝트 재정 관리
- 인력 배치 및 교육

유엔 프로젝트 조달 기구 (UNOPS) 은 UN 본사 및 관련된 기관, 기금 및 프로그램을 포함한 다양한 파트너에게 전문 서비스를 제공 한다. 예를 들면, 국제 금융 기관; 정부; 정부 간기구들; 비정부기구; 기초 및 민간 부문에 대한 프로젝트 서비스를 지원한다.

## 프로젝트 관리의 투명성과 책임
유엔 프로젝트 조달 기구(UNOPS)의 책임에 대한 관리 체계 (프레임 워크)는 파트너 및 이해 관계자와의 명확하고 개방 된 의사 소통에 대한 조직의 효율성을 명확히 정의 한다.
이것은 국제 기구의 자금 지원에 대한 지출의 투명성 즉 "국제 원조 투명성 이니셔티브 (IATI)" 규정에 따라 투명성과 책임감을 높이려는 조직의 유엔 프로젝트 조달 기구 (UNOPS) 노력의 일환이다.